# Billeter & Cartier

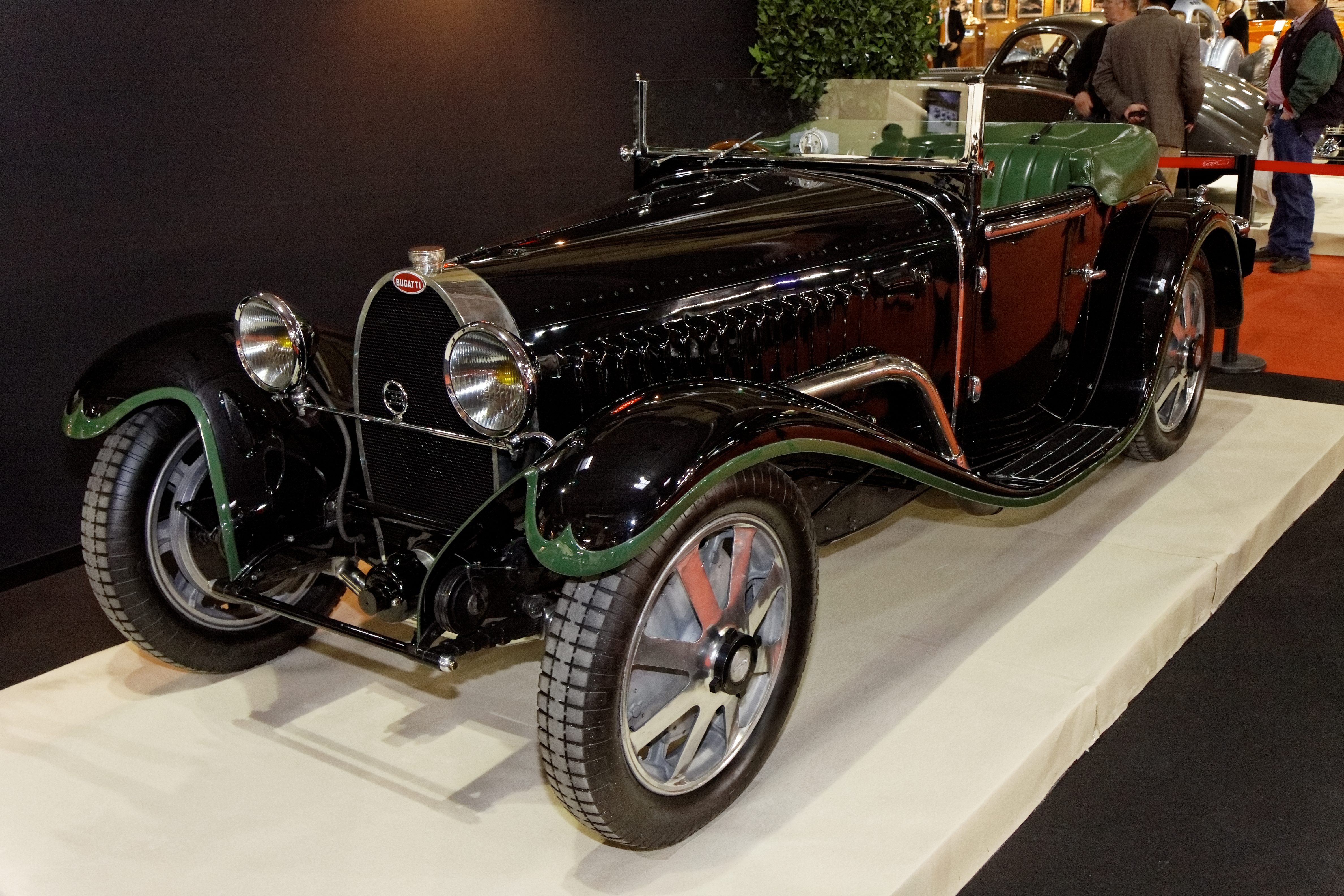
Bugatti Type 55 mit Karosserie von Billeter & Cartier

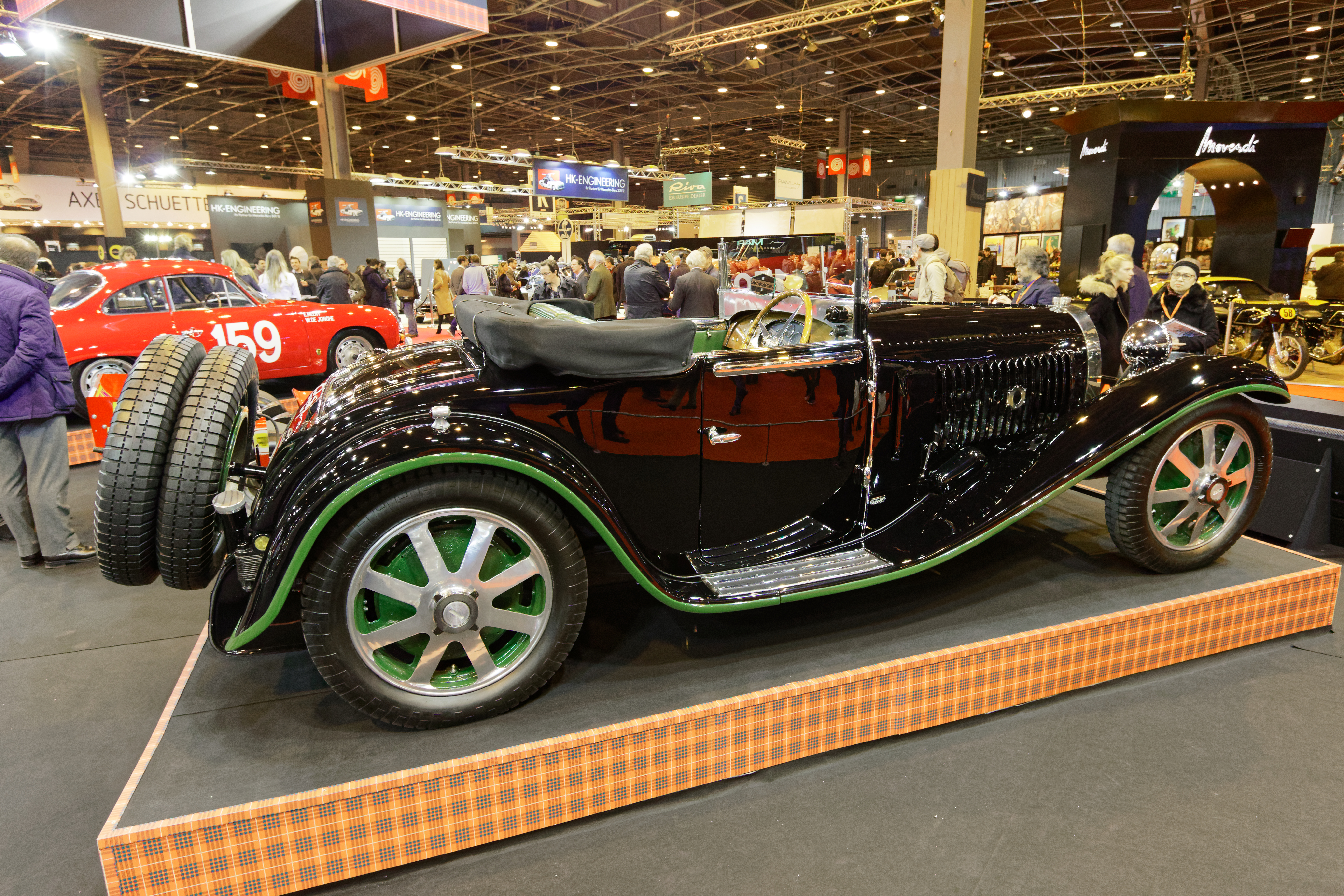
Seitenansicht

Billeter & Cartier war ein französisches Karosseriebauunternehmen.

## Unternehmensgeschichte
Das Unternehmen wurde 1919 in Lyon gegründet. Im selben Jahr begann die Produktion von Karosserien für Automobile. Dazu wurde eine Lizenz von Gustave Baehr übernommen, allerdings entstanden nicht alle Karosserien nach Baehr-Lizenz. Genannt werden Aufbauten als Limousine und Torpedo. Die meisten Fahrgestelle kamen von den örtlichen Herstellern Berliet und insbesondere Rochet-Schneider. Außerdem wurden einige Karosserien für Renault und Bugatti angefertigt.
In den 1930er Jahren reduzierten Berliet und Rochet-Schneider ihr Angebot an Personenkraftwagen. 1935 endete die Produktion.

## Erhaltene Fahrzeuge
Ein Bugatti Type 55 von 1932 mit Aufbau von Aufbau von Billeter & Cartier ist erhalten geblieben.
Ein Rochet-Schneider von 1929 wurde 2008 für 103.500 Euro versteigert.
Ein anderer Rochet-Schneider von 1930 wird am 1. Juli 2021 auf einer Auktion angeboten.